# 迪皮尤 (密蘇里州)
迪皮尤（英語：Depew）是位於美國密蘇里州道格拉斯縣的非建制地區。

## 歷史
迪皮尤的郵局於1900年設立，其後於1932年停運。

## 地理
迪皮尤所處的海拔為高於海平面483米（即1585英呎），而該地所採用的時區為UTC-6，即北美中部時區（CST）。同時該地設有夏令時間，為UTC-6調快一小時，即UTC-5（CDT）。